# Guttatechnik

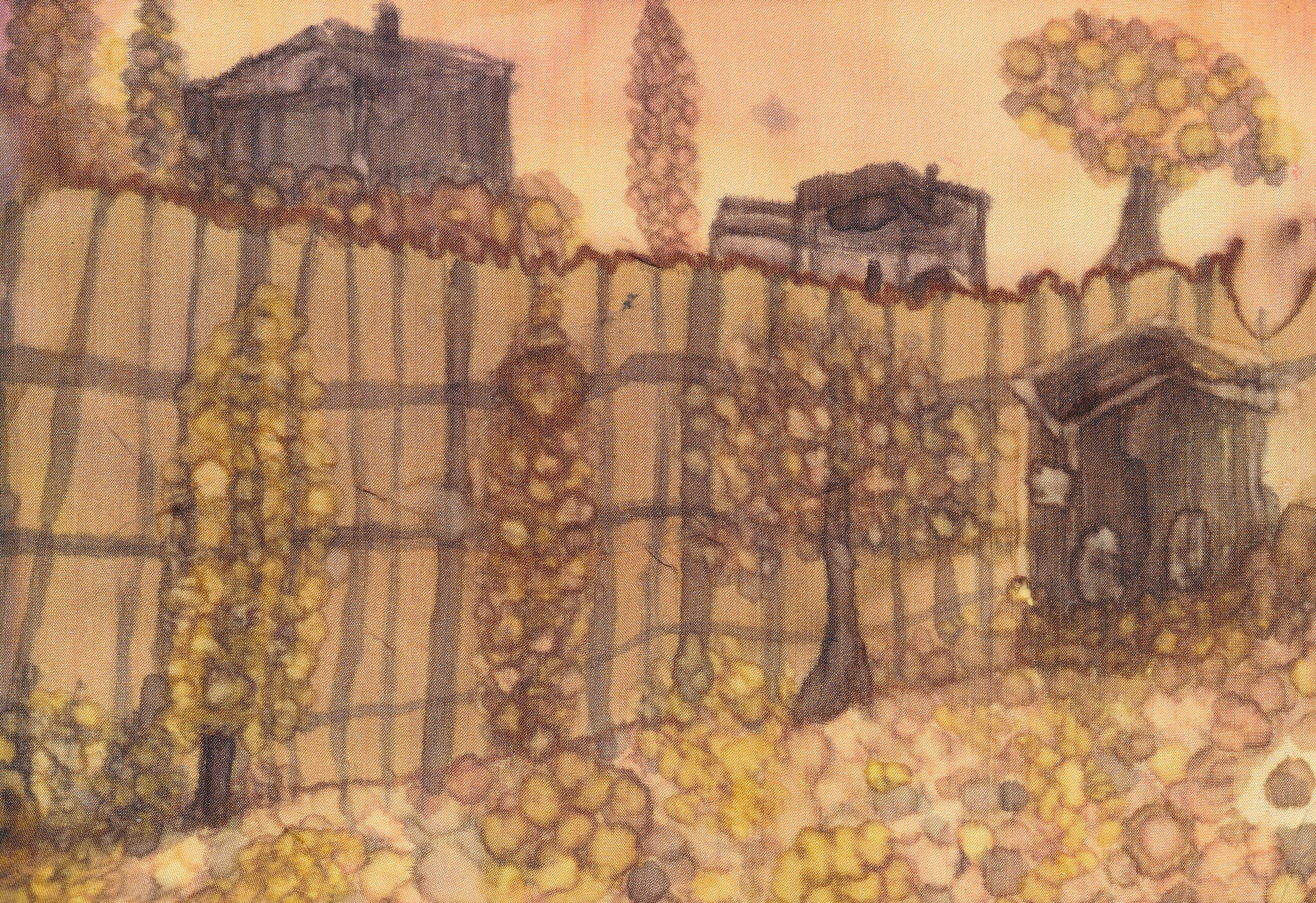
Landschaftsbild auf Seide in verschiedenen Brauntönungen mit Guttatechnik

Die Guttatechnik ist eine Form der Konturentechnik bei der Seidenmalerei.
Das farblose Gutta ist ein kautschukähnlicher Pflanzensaft, der aus dem in Ostasien beheimateten Guttaperchabaum gewonnen wird.
Die wasserfeste und benzinlösliche Substanz wird verwendet, um Begrenzungslinien auf dem Stoff zu ziehen. Normalerweise fließt die Seidenmalfarbe beim Auftragen auf einem nicht behandelten Seidenstoff nach außen und verteilt sich ohne geordneten Verlauf. Die mit Gutta hergestellten Begrenzungslinien ermöglichen ein klares Abgrenzen verschiedener Farbflächen und lassen sie aneinander stoßen. Innerhalb der einzelnen Flächen macht sie sich die Eigenschaften der Seide zunutze, um Schattierungen zu erzeugen.
Um die klaren Abgrenzungen zu erreichen, werden die betreffenden Flächen mithilfe von Trennmitteln angelegt, welche die Seide abdichten, indem sie in den Stoff eindringen und Gewebehohlräume ausfüllen. Dadurch wird der Farbfluss an den Begrenzungslinien der Flächen zum Stillstand gebracht, so dass die Farbe innerhalb der Konturen bleibt.